# Burns Verkaufen der Kraftwerk
Burns Verkaufen der Kraftwerk (Burns vende la central eléctrica en alemán macarrónico), llamado Burns vende la central en España y Burns y los alemanes en Latinoamérica, es el undécimo episodio de la tercera temporada de la serie animada Los Simpson, emitido originalmente el 5 de diciembre de 1991. El episodio fue escrito por Jon Vitti y dirigido por Mark Kirkland. Phil Hartman fue la estrella invitada.

## Sinopsis
Una noche, el Sr. Burns le cuenta a su asistente Smithers que está considerando vender la Planta Nuclear de Springfield para poder buscar otros intereses. Mientras tanto, rumores sin confirmar de una posible compra de la planta hacen que las acciones aumenten por primera vez en diez años. Homer se entera de que posee acciones de la compañía y las vende a bajo precio, ganando veinticinco dólares los cuales gasta en cerveza. Al saber que el precio se disparó, se lamenta por no haber aprovechado para obtener más dinero; en tanto, sus compañeros venden sus acciones al nuevo precio, obteniendo pequeñas fortunas. Dos hombres de negocios alemanes, Hans y Fritz, averiguan que la planta está en la venta, siguiendo la sugerencia de Homer, ofrecen a Burns cien millones de dólares. Burns acepta, vende la planta y se marcha, buscando aventuras, mientras Smithers continúa como empleado en la misma.
Los nuevos dueños inmediatamente empiezan una exhaustiva evaluación de la planta y de sus empleados, mostrando una postura amigable hacia ellos, a excepción de Homer, quién les preocupa por su escasa ética de trabajo como inspector de seguridad. Cuando lo entrevistan, este es incapaz de responder inteligentemente sus preguntas y empieza a caer en un mundo de fantasía al pensar en "La Tierra del Chocolate", que imagina ante la mención de Alemania. 
Los dueños anuncian poco después que Homer será el único empleado despedido. Deprimido, se queda en su casa, insistiendo en que es un trabajador de seguridad competente mientras que el resto de la familia hace ahorros hasta que encuentre un trabajo nuevo. 
Mientras tanto, Burns la está pasando bien en su retiro y decide ir a beber una cerveza con Smithers. Ambos llegan a la taberna de Moe, donde Homer ha estado bebiendo. Alcoholizado, se desquita con Burns, llándolo un reptil viejo y ávaro, preguntándole sobre su dinero y diciendo que nadie lo ama. Las personas del bar se le unen e insultan a Burns, incluyendo a Bart quién le pisa los pies y empieza a cantar "Na Na Hey Hey Kiss Him Goodbye" mientras todos excepto Smithers se le unen. Humillados, Burns y Smithers salen de la taberna, mientras Burns se da cuenta de que sus exempleados ya no le temen; concluye que ser el dueño de la planta le dio poder sobre las personas ordinarias, y decide comprar de vuelta de planta.
Los inversionistas alemanes, mientras tanto, descubren que la planta necesita reparaciones a muy elevados costos y deciden venderla antes de perder dinero. Burns, notando su desesperación para venderla, les ofrece US$50 millones por la planta, y reluctantemente aceptan la mitad de lo que le pagaron. Ahora nuevamente a cargo, Burns ordena que Homer sea recontratado. Le dice a Smithers que él mantiene a sus amigos cerca y sus enemigos aún más cerca y jura vengarse de Homer en algún momento por haberlo humillado en el bar. El episodio culmina con Homer feliz con su familia diciendo que recuperó su empleo.